# Renealmia cincinnata
Renealmia cincinnata är en enhjärtbladig växtart som först beskrevs av Karl Moritz Schumann, och fick sitt nu gällande namn av Théophile Alexis Durand och Schinz. Renealmia cincinnata ingår i släktet Renealmia och familjen Zingiberaceae. Inga underarter finns listade i Catalogue of Life.